# Списак споменика културе од великог значаја у Србији
Културна добра су ствари и творевине материјалне и духовне културе од општег интереса које уживају посебну заштиту утврђену овим законом. Културна добра, у зависности од физичких, уметничких, културних и историјских
својстава, јесу: споменици културе, просторне културно-историјске целине, археолошка налазишта и знаменита места - непокретна културна добра; уметничко-
историјска дела, архивска грађа, филмска грађа и стара и ретка књига - покретна културна добра.
Културна добра, у зависности од свог значаја, разврставају се у категорије: заштићена културна добра, културна добра од великог значаја и културна добра од изузетног значаја.

## Централни регистар културних добара
У централни регистар Републике Србије тренутно jе уписано 2.513 непокретних културних добара, од тога 2.173 споменика културе, 75 просторно-културно-историјских целина, 190 археолошких налазишта и 75 знаменитих места.
Категорисаних непокретних културних добара има 782, од чега 200 од изузетног, а 582 од великог значаја.

## Списак споменика културе од великог значаја
| НКД     | Назив                                                                            | Општина             | Насељено место и адреса                      |
| ------- | -------------------------------------------------------------------------------- | ------------------- | -------------------------------------------- |
| СК 4    | Божићева кућа                                                                    | Стари град          | Београд, Господар Јевремова 19               |
| СК 9    | Шејх-Мустафино турбе (Београд)                                                   | Стари град          | Београд, на углу Вишњићеве и Браће Југовића  |
| СК 11   | Споменик кнез Михаила                                                            | Стари град          | Београд, Трг Републике                       |
| СК 13   | Бајракли џамија                                                                  | Стари град          | Београд, Господар Јевремова 11               |
| СК 14   | Римска гробница у Брестовику                                                     | Гроцка              | Брестовик                                    |
| СК 16   | Стари хан у Сопоту                                                               | Сопот               | Сопот, Лењинова 48                           |
| СК 20   | Манастир Раковица                                                                | Раковица            | Београд, Патријарха Димитрија бб             |
| СК 22   | Кућа породице Карамата                                                           | Земун               | Земун, Караматина 17                         |
| СК 23   | Кућа у којој се родио Димитрије Давидовић                                        | Земун               | Земун, угао М. Тита и Давидовићеве           |
| СК 30   | Дом Јеврема Грујића                                                              | Стари град          | Београд, Светогорска 17                      |
| СК 31   | Задужбина Николе Спасића                                                         | Стари град          | Београд, Кнеза Михаила 33                    |
| СК 32   | Дом Јована Цвијића                                                               | Стари Град          | Београд, Јелене Ћетковић 5                   |
| СК 33   | Манакова кућа                                                                    | Савски венац        | Београд, Гаврила Принципа 12                 |
| СК 36   | Крсмановићева кућа на Теразијама                                                 | Савски венац        | Београд, Теразије бб                         |
| СК 37   | Прва варошка болница                                                             | Палилула            | Београд, Џ. Вашингтона 19                    |
| СК 38   | Зграда Управе фондова                                                            | Стари град          | Београд, Трг Републике 1-а                   |
| СК 39   | Зграда Реалке                                                                    | Стари град          | Београд, Узун Миркова 14                     |
| СК 40   | Зграда Треће мушке гимназије                                                     | Врачар              | Београд, Његошева 15                         |
| СК 41   | Споменик захвалности Француској                                                  | Стари град          | Београд, Велики Калемегдан                   |
| СК 46   | Стара кућа на Варош капији                                                       | Стари град          | Београд, Грачаничка 10                       |
| СК 47   | Зграда Министарства правде                                                       | Стари град          | Београд, Теразије 41                         |
| СК 48   | Зграда Смедеревске банке                                                         | Стари град          | Београд, Теразије 39                         |
| СК 53   | Народна банка (зграда)                                                           | Стари град          | Београд, Краља Петра 12                      |
| СК 59   | Докторова кула                                                                   | Савски венац        | Београд, Кнеза Милоша 103                    |
| СК 62   | Црква брвнара у Вранићу                                                          | Барајево            | Вранић                                       |
| СК 65   | Ичкова кућа                                                                      | Земун               | Земун, угао Бежанијске и Светосавске         |
| СК 69   | Ранчићева кућа                                                                   | Гроцка              | Гроцка, Мајевичка 9                          |
| СК 73   | Цинцарска кућа у Гроцкој                                                         | Гроцка              | Гроцка, 17. октобра 7                        |
| СК 86   | Зграда Београдске задруге                                                        | Савски венац        | Београд, Карађорђева 48                      |
| СК 87   | Зграда Министарства просвете                                                     | Стари град          | Београд, Краља Милана 2                      |
| СК 89   | Зграда Официрске задруге                                                         | Савски венац        | Београд, Масарикова 4                        |
| СК 96   | Манастир Павловац                                                                | Младеновац          | Кораћица                                     |
| СК 99   | Палата „Атина"                                                                   | Стари град          | Београд, Теразије 28                         |
| СК 103  | Зграда старе телефонске централе                                                 | Стари град          | Београд, Косовска 47                         |
| СК 104  | Зграда Прве српске опсерваторије                                                 | Врачар              | Београд, Булевар ослобођења 8                |
| СК 105  | Зграда хотела „Москва"                                                           | Стари град          | Београд, Балканска 1                         |
| СК 109  | Дом породице Михајловић                                                          | Обреновац           | Обреновац, Маршала Тита 182                  |
| СК 112  | Кућа породице Жујовић                                                            | Сопот               | Неменикуће                                   |
| СК113   | Ливница „Пантелић"                                                               | Земун               | Земун, Гајева 15                             |
| СК 114  | Манастир Фенек                                                                   | Земун               | Јаково                                       |
| СК 124  | Споменик кнезу Станоју                                                           | Лазаревац           | Зеоке                                        |
| СК 126  | Родна кућа војводе Степе Степановића                                             | Вождовац            | Београд-Кумодраж                             |
| СК 127  | Манастир Рајиновац                                                               | Гроцка              | Бегаљица                                     |
| СК 139  | Манастир Сисојевац                                                               | Параћин             | Сисевац                                      |
| СК 141  | Манастир Драча                                                                   | Крагујевац          | Драча                                        |
| СК 142  | Манастир Јошаница                                                                | Светозарево         | Јошанички Прњавор                            |
| СК 143  | Манастир Вољавча                                                                 | Крагујевац          | Страгари                                     |
| СК 145  | Црква брвнара у Рачи                                                             | Рача                | Рача                                         |
| СК 146  | Кућа Стевана Синђелића                                                           | Свилајнац           | Грабовац                                     |
| СК 153  | Црква св. Николе                                                                 | Топола              | Шаторња                                      |
| СК 154  | Црква св. Богородице                                                             | Параћин             | Лешје                                        |
| СК 165  | Новопазарска тврђава                                                             | Нови Пазар          | Нови Пазар                                   |
| СК 166  | Средњовековни град Јелеч                                                         | Нови Пазар          | Грубетић Војковиће                           |
| СК 169  | Средњовековни град Сталаћ                                                        | Ћићевац             | Сталаћ                                       |
| СК 170  | Црква Нова Павлица                                                               | Рашка               | Павлица                                      |
| СК 171  | Стара Павлица                                                                    | Рашка               | Павлица                                      |
| СК 172  | Средњовековни град Козник                                                        | Брус-Град           |                                              |
| СК 175  | Манастир Велуће                                                                  | Трстеник            | Велуће                                       |
| СК 176  | Манастир Руденица                                                                | Александровац       | Руденица                                     |
| СК 177  | Манастир Дренча                                                                  | Александровац       | Дренча                                       |
| СК 178  | Црква Светог Ђорђа у Врху                                                        | Краљево             | Врх                                          |
| СК 179  | Богородичина црква у Долцу                                                       | Краљево             | Долац                                        |
| СК 180  | Црква Светог Николе у Реци (Засеок Палеж)                                        | Краљево             | Река, заселак Палеж                          |
| СК 184  | Манастир Црна Река                                                               | Тутин               | Рибариће                                     |
| СК 185  | Манастир Јежевица, Црква Светог Николе                                           | Чачак               | Бањица                                       |
| СК 186  | Бела Црква каранска                                                              | Ужице               | Каран                                        |
| СК 187  | Манастир Наупара                                                                 | Крушевац            | Наупаре                                      |
| СК 188  | Манастир Враћевшница                                                             | Горњи Милановац     | Враћевшница                                  |
| СК 197  | Црква брвнара у Љутовници                                                        | Горњи Милановац     | Љутовница                                    |
| СК 199  | Црква брвнара у Сечој Реци                                                       | Косјерић            | Сеча река                                    |
| СК 200  | Црква брвнара у Кућанима                                                         | Нова Варош          | Кућани                                       |
| СК 201  | Црква брвнара са старим гробљем и собрашицама у Доњој Јабланици                  | Чајетина            | Доња Јабланица                               |
| СК 203  | Црква брвнара са гробљем у Цветкама                                              | Краљево             | Цветке                                       |
| СК 204  | Црква брвнара у Прањанима                                                        | Горњи Милановац     | Прањани                                      |
| СК 205  | Средњовековни град Копријан (Курвинград)                                         | Дољевац             | Малошиште                                    |
| СК 209  | Јашуњски манастир Манастир Ваведења Пресвете Богородице                          | Лесковац            | Јашуња                                       |
| СК 210  | Манастир Светог Јована                                                           | Лесковац            | Јашуња                                       |
| СК 211  | Соко град                                                                        | Соко Бања           | Соко Бања                                    |
| СК 212  | Манастир Темска                                                                  | Пирот               | Темска                                       |
| СК 213  | Манастир Рударе                                                                  | Лесковац            | Рударе                                       |
| СК 214  | Манастир Лапушња                                                                 | Бољевац             | Луково                                       |
| СК 215  | Манастир Короглаш                                                                | Неготин             | Милошево                                     |
| СК 216  | Манастир Горња Каменица                                                          | Књажевац            | Каменица                                     |
| СК 217  | Црква св. Богородице                                                             | Књажевац            | Доња Каменица                                |
| СК 220  | Црква Светог Мине у Штави                                                        | Куршумлија          | Штава                                        |
| СК 222  | Манастир Поганово                                                                | Димитровград        | Поганово                                     |
| СК 225  | Манастир св. Стефана                                                             | Алексинац           | Липовац                                      |
| СК 226  | Пиротски град                                                                    | Пирот               | Пирот                                        |
| СК 227  | Богородичина црква на Вражјем камену                                             | Трговиште           | Доња Трница                                  |
| СК 228  | Латинска црква                                                                   | Ниш                 | Горњи Матејевац                              |
| СК 229  | Латинска црква                                                                   | Прокупље            | Прокупље                                     |
| СК 230  | Манастир Сићево                                                                  | Ниш                 | Сићево                                       |
| СК 231  | Црква Свете Параскеве у Пироту                                                   | Пирот               | Станичење                                    |
| СК 232  | Манастир св. Роман                                                               | Ћићевац (Ражањ)     | Прасковче (Ђунис)                            |
| СК 236  | Манастир св. Ђорђа                                                               | Прокупље            | Ајдановац                                    |
| СК 243  | Стара црква Свете Богородице у Неготину                                          | Неготин             | Неготин                                      |
| СК 246  | Манастир Благовештење Рудничко                                                   | Крагујевац          | Страгари                                     |
| СК 248  | Црква св. Николе                                                                 | Крагујевац          | Рамаћа                                       |
| СК 249  | Средњовековни град Сребрница                                                     | Крагујевац          | Страгари                                     |
| СК 252  | Црква Ваведења Богородичиног                                                     | Уб                  | Докмир                                       |
| СК 253  | Родна кућа војводе Живојина Мишића                                               | Мионица             | Струганик                                    |
| СК 256  | Кула Ненадовића                                                                  | Ваљево              | Ваљево                                       |
| СК 259  | Манастир св. Петка                                                               | Параћин             | Извор                                        |
| СК 262  | Манастир Ваведење                                                                | Љиг                 | Славковица                                   |
| СК 264  | Црква Рођења Светог Јована                                                       | Ваљево              | Јовање                                       |
| СК 265  | Манастир Боговађа                                                                | Лајковац            | Боговађа                                     |
| СК 272  | Амиџин конак                                                                     | Крагујевац          | Крагујевац                                   |
| СК 273  | Намасија                                                                         | Параћин             | Забрега                                      |
| СК 274  | Црква Блага Марија Петрушка                                                      | Параћин             | Поповац                                      |
| СК 275  | Црква св. Јована Главосека                                                       | Параћин             | Поповац                                      |
| СК 284  | Тврђава Фетислам                                                                 | Кладово             | Кладово                                      |
| СК 285  | Стари амам у Врању                                                               | Врање               | Врање, V конгреса 24                         |
| СК 289  | Нишка тврђава                                                                    | Ниш                 | Ниш                                          |
| СК 291  | Пашини конаци у Врању                                                            | Врање               | Врање, Пионирска 1                           |
| СК 293  | Кућа Боре Станковића                                                             | Врање               | Врање, Баба Златина 9                        |
| СК 296  | Кућа Влајинца                                                                    | Врање               | Врање, Генерала Белимарковића 4              |
| СК 298  | Зграда „Бела Мачка"                                                              | Пирот               | Пирот, Душана Пасковића 28                   |
| СК 304  | Зграда Официрског дома                                                           | Ниш                 | Ниш, Орловића Павла 28а                      |
| СК 305  | Црква Светог Вазнесења                                                           | Гаџин Хан           | Велики, Крчимир                              |
| СК 307  | Марина кула                                                                      | Куршумлија          | Кастрат                                      |
| СК 310  | Кућа Стевана Мокрањца                                                            | Неготин             | Неготин, Доситејева 7                        |
| СК 311  | Зграда Пастеровог завода                                                         | Ниш                 | Ниш, Браће Тасковића 50                      |
| СК 318  | Гигина кућа                                                                      | Власотинце          | Власотинце                                   |
| СК 322  | Манастир Чукљеник                                                                | Лесковац            | Чукљеник                                     |
| СК 326  | Кућа Шоп Ђокића                                                                  | Лесковац            | Лесковац                                     |
| СК 333  | Зграда старог Начелства у Нишу                                                   | Ниш                 | Ниш, Кеј Мике Палигорића 2                   |
| СК 345  | Зграда ливнице са ковачницом у Крагујевцу                                        | Крагујевац          | Крагујевац у комплексу Завода Црвена застава |
| СК 346  | Зграда Прве крагујевачке гимназије                                               | Крагујевац          | Крагујевац, Браће Хаџића 1                   |
| СК 347  | Спомен кућа у Робајама                                                           | Мионица             | Робаје                                       |
| СК 355  | Средњовековни град Борач                                                         | Кнић                | Борач                                        |
| СК 360  | Кнез Михаилов конак у Крагујевцу                                                 | Крагујевац          | Крагујевац                                   |
| СК 361  | Манастир Чокешина                                                                | Лозница             | Чокешина                                     |
| СК 362  | Манастир Ћелије                                                                  | Ваљево              | Ћелије                                       |
| СК 363  | Манастир Троноша                                                                 | Лозница             | Коренита                                     |
| СК 364  | Црква Преображења                                                                | Шабац               | Криваја                                      |
| СК 367  | Ужички Град                                                                      | Титово Ужице        | Титово Ужице                                 |
| СК 368  | Амир-агин хан                                                                    | Нови Пазар          | Нови Пазар, Рифата Бурџевића 2               |
| СК 369  | Црква Светих Петра и Павла у Лукавици                                            | Тутин               | Тутин                                        |
| СК 371  | Манастир Никоље                                                                  | Чачак               | Рошци                                        |
| СК 372  | Манастир Благовештење                                                            | Чачак               | Овчар Бања                                   |
| СК 373  | Црква Светог Марка у Ужицу                                                       | Ужице               | Ужице                                        |
| СК 374  | Црква Светог Николе у Брекову                                                    | Ариље               | Бреково                                      |
| СК 375  | Манастир Давидовица                                                              | Пријепоље           | Бродарево                                    |
| СК 377  | Манастир Рача на Дрини                                                           | Бајина Башта        | Рача                                         |
| СК 378  | Вујан, манастирски комплекс                                                      | Чачак               | Прислоница                                   |
| СК 379  | Црква Светог Димитрија у Јаначком Пољу                                           | Нови Пазар          | Јаначко Поље                                 |
| СК 380  | Црква Свете Тројице у Горњем Милановцу                                           | Горњи Милановац     | Горњи Милановац                              |
| СК 381  | Црква Светог Саве на Савинцу                                                     | Горњи Милановац     | Шарани-Савинац                               |
| СК 382  | Манастир Свете Тројице                                                           | Чачак               | Дучаловићи                                   |
| СК 383  | Црква Светог Николе                                                              | Ивањица             | Брезова                                      |
| СК 384  | Манастир Сретење                                                                 | Чачак               | Дучаловићи                                   |
| СК 385  | Дворац Белимарковића                                                             | Врњачка Бања        | Врњачка Бања                                 |
| СК 386  | Црква Светог Николе у Штитарима                                                  | Нови Пазар          | Штитари                                      |
| СК 387  | Црква Мариница                                                                   | Нови Пазар          | Доиновићи                                    |
| СК 388  | Црква св. Петра и Павла                                                          | Нови Пазар          | Попе                                         |
| СК 389  | Зграда Окружног начелства у Горњем Милановцу                                     | Горњи Милановац     | Горњи Милановац                              |
| СК 390  | Стари хамам у Новом Пазару                                                       | Нови Пазар          | Нови Пазар, 7. јула 24                       |
| СК 393  | Црква Светог Лазара у Живалићима                                                 | Нови Пазар          | Живалићи                                     |
| СК 394  | Зграда Окружног начелства у Крушевцу                                             | Крушевац            | Крушевац, Пана Ђукића 1                      |
| СК 395  | Црква св. Николе                                                                 | Рашка               | Шумник                                       |
| СК 397  | Зграда основне школе "IV Краљевачки батаљон"                                     | Краљево             | Краљево, Војводе Степе 2                     |
| СК 403  | Зграда Окружног начелства у Чачку                                                | Чачак               | Чачак, Цара Душана 1                         |
| СК 404  | Место стрељаних жртава са гробницом и црквом у Кривој Реци на Копаонику          | Брус                | Крива Река                                   |
| СК 406  | Црква Светог Ђорђа у Годовику                                                    | Пожега              | Годовик                                      |
| СК 408  | Црква св. Стефана (Манастир Милентија)                                           | Брус                | Осредци                                      |
| СК 409  | Стара Хидроцентрала на Ђетини                                                    | Титово Ужице        | Титово Ужице                                 |
| СК 418  | Железничка станица                                                               | Савски венац        | Београд, Трг братства и јединства            |
| СК 428  | Народно позориште                                                                | Стари град          | Београд, Трг Републике                       |
| СК 441  | Комплекс зграда са двориштем (Окућница Тешмана Солдатовића), Бастав              | Осечина             | Бастав                                       |
| СК 451  | Манастир Пустиња                                                                 | Ваљево              | Поћута                                       |
| СК 452  | Стара црква и зграда скупштине у Крагујевцу                                      | Крагујевац          | Крагујевац                                   |
| СК 482  | Господар Васин конак                                                             | Краљево             | Краљево, Карађорђева 3                       |
| СК 484  | Господар Јованов конак                                                           | Чачак               | Чачак, Цара Душана 3                         |
| СК 485  | Катића кућа у Трстенику                                                          | Трстеник            | Трстеник, Маршала Тита 17                    |
| СК 492  | Црква брвнара у Радијевићима                                                     | Нова Варош          | Радијевићи                                   |
| СК 494  | Црква Светог Преображења                                                         | Ивањица             | Придворица                                   |
| СК 495  | Црква Светог Аранђела у Поблаћу                                                  | Прибој              | Поблаће                                      |
| СК 500  | Црква св. Николе                                                                 | Рашка               | Баљевац                                      |
| СК 501  | Манастир Кончулић                                                                | Рашка               | Кончулић                                     |
| СК 510  | Кућа Лужанина                                                                    | Чачак               | Миоковци                                     |
| СК 512  | Црква Светог Јована у Стеванцу                                                   | Ћићевац (Ражањ)     | Стеванац                                     |
| СК 513  | Црква Светог Марка у Јаковцу                                                     | Ћићевац (Ражањ)     | Јаковац                                      |
| СК 516  | Сеничића кућа                                                                    | Краљево             | Печеноге                                     |
| СК 517  | Симића кућа у Крушевцу                                                           | Крушевац            | Крушевац                                     |
| СК 521  | Родна кућа НХ Петра Лековића                                                     | Пожега              | Сврачково                                    |
| СК 530  | Гавровића чардак у Прањанима                                                     | Горњи Милановац     | Прањани                                      |
| СК 535  | Црква Вазнесења Господњег у Чачку                                                | Чачак               | Чачак                                        |
| СК 540  | Стара црква Успења Богородичиног на Смедеревском гробљу                          | Смедерево           | Смедерево                                    |
| СК 541  | Тврђава Рам                                                                      | Велико Градиште     | Рам                                          |
| СК 542  | Црква Благовештење, остаци митрополије и пећинске испоснице код Ждрела у Горњаку | Петровац            | Ждрело                                       |
| СК 543  | Тршка црква                                                                      | Жагубица            | Милатовац                                    |
| СК 544  | Манастир Копорин                                                                 | Велика Плана        | Копорин                                      |
| СК 545  | Зграда Окружног суда у Смедереву                                                 | Смедерево           | Смедерево                                    |
| СК 546  | Зграда Начелства Окружја Пожаревачког                                            | Пожаревац           | Пожаревац                                    |
| СК 547  | Стара друмска механа породице Младеновић                                         | Смедерево           | Сараорци                                     |
| СК 548  | Манастир Витовница                                                               | Петровац            | Витовница                                    |
| СК 549  | Црква брвнара у Крњеву                                                           | Велика Плана        | Крњево                                       |
| СК 550  | Црква брвнара Светог Илије у Смедеревској Паланци                                | Смедеревска Паланка | Смедеревска Паланка                          |
| СК 570  | Ваљавица у Бистрици                                                              | Петровац            | Бистрица                                     |
| СК 576  | Зграда старе болнице у Шапцу                                                     | Шабац               | Шабац, угао Војводе Мишића и Попа Карана     |
| СК 579  | Стари мост на реци Љубовиђи                                                      | Љубовија            | Доња Оровица                                 |
| СК 581  | Црква Петковица у Страгарима                                                     | Крагујевац          | Страгари                                     |
| СК 582  | Црква у Бранковини                                                               | Ваљево              | Бранковина                                   |
| СК 587  | Црква брвнара у Миличиници                                                       | Ваљево              | Миличиница                                   |
| СК 588  | Стара школа                                                                      | Ваљево              | Бранковина                                   |
| СК 606  | Александров поткоп у Сењском руднику                                             | Деспотовац          | Сењски рудник                                |
| СК 612  | Црква брвнара Свете Тројице (Селевац)                                            | Смедеревска Паланка | Селевац                                      |
| СК 659  | Марково Кале                                                                     | Врање               | Врање                                        |
| СК 667  | Горња Савина испосница                                                           | Краљево             | Савово                                       |
| СК 668  | Доња Савина испосница                                                            | Краљево             | Савово                                       |
| СК 671  | Мажићи, остаци манастира                                                         | Прибој              | Ораховица                                    |
| СК 676  | Црква Светог Николе у Ушћу                                                       | Краљево             | Ушће                                         |
| СК 719  | Зграда Полугимназије                                                             | Шабац               | Шабац, Масарикова 13                         |
| СК 740  | Шабачки град                                                                     | Шабац               | Шабац                                        |
| СК 773  | Црква Свете Богородице у Мртвици                                                 | Владичин Хан        | Мртвица                                      |
| СК 785  | Ново гробље                                                                      | Звездара            | Београд, ул. Рузвелтова                      |
| СК 863  | Зграда старог начелства у Врању                                                  | Врање               | Врање                                        |
| СК 903  | Црква Светог Арханђела у Сталаћу                                                 | Ћићевац(Ражањ)      | Сталаћ                                       |
| СК 969  | Црква Светог Николе у Брусници                                                   | Горњи Милановац     | Брусница                                     |
| СК 975  | Црква Светог Николе у Браљини                                                    | Ћићевац             | Браљина                                      |
| СК 978  | Алтун-алем џамија                                                                | Нови Пазар          | Нови Пазар, 1. маја 79                       |
| СК 1048 | Амбар са котобањом, Пазовачка 46 Голубинци                                       | Стара Пазова        | Голубинци, Ул. Шимановачка бр. 130           |
| СК 1063 | Црква Светог Духа у Сталаћу                                                      | Ћићевац(Ражањ)      | Сталаћ                                       |
| СК 1083 | Црква Светог Алексија у Милићима                                                 | Краљево             | Милићи                                       |
| СК 1084 | Српска православна црква у Молу                                                  | Ада                 | Мол                                          |
| СК 1085 | Бунари у Владимировцу                                                            | Алибунар            | Владимировац                                 |
| СК 1086 | Српска православна црква Светог Николе у Иланџи                                  | Алибунар            | Иланџа                                       |
| СК 1087 | Римокатоличка црква Св. апостола Павла у Бачу                                    | Бач                 | Бач                                          |
| СК 1088 | Амам у Бачу                                                                      | Бач                 | Бач                                          |
| СК 1089 | Српска православна црква у Нештину                                               | Бачка Паланка       | Нештин                                       |
| СК 1090 | Воденица у Нештину                                                               | Бачка Паланка       | Нештин                                       |
| СК 1091 | Дворац Зако                                                                      | Бачка Топола        | Бајша                                        |
| СК 1092 | Дворац Дунђерски у Кулпину                                                       | Бачки Петровац      | Кулпин                                       |
| СК 1093 | Српска православна црква у Баноштору                                             | Беочин              | Баноштор                                     |
| СК 1094 | Српска православна црква у Беочину                                               | Беочин              | Беочин                                       |
| СК 1095 | Српска православна црква у Черевићу                                              | Беочин              | Черевић                                      |
| СК 1096 | Два дворца породице Лазаревић                                                    | Вршац               | Велико Средиште                              |
| СК 1097 | Вршачка кула                                                                     | Вршац               | Вршац                                        |
| СК 1098 | Родна кућа Јована Стерије Поповића                                               | Вршац               | Вршац                                        |
| СК 1099 | Ветрењача у Чуругу                                                               | Жабаљ               | Чуруг                                        |
| СК 1100 | Српска православна црква Светог Михаила у Међи                                   | Житиште             | Међа                                         |
| СК 1101 | Стара српска православна црква „Намастир"                                        | Зрењанин            | Ботош                                        |
| СК 1102 | Српска Православна црква Светог Николе у Ечки                                    | Зрењанин            | Ечка                                         |
| СК 1103 | Румунска православна црква у Ечки                                                | Зрењанин            | Ечка                                         |
| СК 1104 | Ветрењача у Меленцима                                                            | Зрењанин            | Меленци                                      |
| СК 1105 | Богомоља „Водица“ у Кикинди                                                      | Кикинда             | Кикинда                                      |
| СК 1106 | Зграда Великокикиндског Диштрикта                                                | Кикинда             | Кикинда                                      |
| СК 1107 | Српска православна црква Светог Арханђела (Кумане)                               | Нови Бечеј          | Кумане                                       |
| СК 1108 | Дворац породице Сервијски                                                        | Нови Кнежевац       | Нови Кнежевац                                |
| СК 1109 | Николајевска црква у Новом Саду                                                  | Нови Сад            | Нови Сад                                     |
| СК 1110 | Зграда дома ЈНА Нови Сад                                                         | Нови Сад            | Нови Сад                                     |
| СК 1111 | Српска православна црква у Руменки                                               | Нови Сад            | Руменка                                      |
| СК 1112 | Српска православна црква у Дероњама                                              | Оџаци               | Дероње                                       |
| СК 1113 | Дворац Јагодић                                                                   | Пландиште           | Стари Лец                                    |
| СК 1114 | Дворац у Хајдучици                                                               | Пландиште           | Хајдучица                                    |
| СК 1115 | Дворац Данијел са парком и помоћним објектима                                    | Сечањ               | Конак                                        |
| СК 1116 | Српска православна црква у Србобрану                                             | Србобран            | Србобран                                     |
| СК 1117 | Српска православна црква у Врбасу                                                | Врбас               | Врбас                                        |
| СК 1123 | Родна кућа Ђуре Јакшића                                                          | Нова Црња           | Српска Црња                                  |
| СК 1124 | Манастир Ковиљ                                                                   | Нови Сад            | Ковиљ                                        |
| СК 1125 | Саборна црква Св. Георгија у Новом Саду                                          | Нови Сад            | Нови Сад                                     |
| СК 1126 | Српска православна црква Светог Димитрија                                        | Суботица            | Александрово                                 |
| СК 1127 | Српска православна црква у Бачкој Паланци                                        | Бачка Паланка       | Бачка Паланка                                |
| СК 1128 | Словачка евангелистичка црква и парохијски дом у Бачком Петровцу                 | Бачки Петровац      | Бачки Петровац                               |
| СК 1129 | Српска Православна црква Светих Петра и Павла у Белој Цркви                      | Бела Црква          | Бела Црква                                   |
| СК 1130 | Српска Православна црква Светих Арханђела Михаила и Гаврила у Бочару             | Нови Бечеј          | Бочар                                        |
| СК 1131 | Српска православна црква у Деспотову                                             | Бачка Паланка       | Деспотово                                    |
| СК 1132 | Српска православна црква Светог Николе у Иригу                                   | Ириг                | Ириг                                         |
| СК 1133 | Српска Православна црква Светог Николе (Јаша Томић)                              | Сечањ               | Јаша Томић                                   |
| СК 1134 | Српска православна црква Успења Богородице у Пивницама                           | Бачка Паланка       | Пивнице                                      |
| СК 1135 | Српска православна црква у Раткову                                               | Оџаци               | Ратково                                      |
| СК 1136 | Српска православна црква у Санаду                                                | Чока                | Санад                                        |
| СК 1137 | Српска православна црква у Сремској Каменици                                     | Нови Сад            | Каменица                                     |
| СК 1138 | Дворац Капетаново                                                                | Пландиште           | Стари Лец                                    |
| СК 1139 | Дворац Барона Јовановића                                                         | Вршац               | Сочица                                       |
| СК 1140 | Војнограничарска зграда у Крчедину                                               | Инђија              | Крчедин                                      |
| СК 1141 | Зграда „Стара апотека“ у Вршцу                                                   | Вршац               | Вршац                                        |
| СК 1142 | Класицистичка зграда из 1834. године у Башаиду                                   | Кикинда             | Башаид                                       |
| СК 1143 | Зграда бившег Народног одбора Атине                                              | Нови Кнежевац       | Српски Крстур                                |
| СК 1144 | Кућа у којој је живео Јован Јовановић-Змај                                       | Нови Сад            | Сремска Каменица                             |
| СК 1145 | Родна кућа Новака Радонића                                                       | Ада                 | Мол                                          |
| СК 1146 | Сандићева кућа у Зрењанину                                                       | Зрењанин            | Зрењанин, Карађорђев трг бр. 21              |
| СК 1147 | Сеоска кућа у Руском Крстуру                                                     | Кула                | Руски Крстур                                 |
| СК 1148 | Сеоска кућа у Беочину                                                            | Беочин              | Беочин, Ул. Станковићева бр. 4               |
| СК 1149 | Партизанска база у Новом Саду                                                    | Нови Сад            | Нови Сад                                     |
| СК 1150 | Остаци тврђаве у Ковину                                                          | Ковин               | Ковин                                        |
| СК 1151 | Три војнограничарске зграде у Тителу                                             | Тител               | Тител                                        |
| СК 1152 | Реформаторска црква у Врбасу                                                     | Врбас               | Врбас                                        |
| СК 1153 | Остаци Горње и Доње тврђаве у Старом Сланкамену                                  | Инђија              | Стари Сланкамен                              |
| СК 1155 | Римокатоличка црква и стари жупни двор у Футогу                                  | Нови Сад            | Футог                                        |
| СК 1157 | Црква Светих Врачева Кузме и Дамјана у Футогу                                    | Нови Сад            | Футог                                        |
| СК 1158 | Српска православна црква у Буковцу                                               | Нови Сад            | Буковац                                      |
| СК 1159 | Кућа из 1797. у Каменици (Нови Сад)                                              | Нови Сад            | Каменица, Ул. ЈНА 21                         |
| СК 1160 | Зграда гимназије „Јован Јовановић Змај“ у Новом Саду                             | Нови Сад            | Нови Сад                                     |
| СК 1161 | Мађарска реформаторска црква и зграда парохијског дома у Руменки                 | Нови Сад            | Руменка                                      |
| СК 1162 | Турске чесме у Старим Лединцима                                                  | Нови Сад            | Стари Лединци                                |
| СК 1163 | Римокатолички жупни уред, плебанија у Новом Саду                                 | Нови Сад            | Нови Сад                                     |
| СК 1164 | Здање Визић                                                                      | Нови Сад            | Бегеч                                        |
| СК 1165 | Споменик Светозара Милетића у Новом Саду                                         | Нови Сад            | Нови Сад                                     |
| СК 1166 | Зграда Матице српске                                                             | Нови Сад            | Нови Сад                                     |
| СК 1167 | Споменик ратницима првог Светског рата у Ковиљу                                  | Нови Сад            | Ковиљ                                        |
| СК 1168 | Остаци средњовековне цркве на локалитету Клиса                                   | Нови Сад            | Стари Лединци                                |
| СК 1169 | Римокатоличка црква Светог арханђела Михаила у Бачком Брегу                      | Сомбор              | Бачки Брег                                   |
| СК 1170 | Римокатоличка црква Светих Петра и Павла у Бачком Моноштору                      | Сомбор              | Бачки Моноштор                               |
| СК 1171 | Римокатоличка црква и жупни уред у Сомбору                                       | Сомбор              | Сомбор                                       |
| СК 1172 | Зграда Бачко-Бодрошке жупаније у Сомбору                                         | Сомбор              | Сомбор                                       |
| СК 1173 | Зграда Народног позоришта у Сомбору                                              | Сомбор              | Сомбор                                       |
| СК 1175 | Српска Православна црква Светог Георгија у Сомбору                               | Сомбор              | Сомбор                                       |
| СК 1176 | Српска православна црква Ваведење Богородице у Стапару                           | Сомбор              | Стапар                                       |
| СК 1177 | Амбар у Стапару                                                                  | Сомбор              | Стапар, Ул. Лењинова 49                      |
| СК 1178 | Српска Православна црква Успења Пресвете Богородице у Зрењанину                  | Зрењанин            | Зрењанин                                     |
| СК 1179 | Српска Православна црква Ваведење у Граднулици                                   | Зрењанин            | Зрењанин                                     |
| СК 1180 | Српска Православна капела Манастир Успења Богородице у Новом Бечеју              | Нови Бечеј          | Нови Бечеј                                   |
| СК 1181 | Црква Светог Николе у Новом Бечеју                                               | Нови Бечеј          | Нови Бечеј                                   |
| СК 1182 | Српска Православна црква Светог Јована Претече у Новом Бечеју                    | Нови Бечеј          | Нови Бечеј                                   |
| СК 1183 | Стамбена зграда у Новом Бечеју                                                   | Нови Бечеј          | Врањево, Ул. Ј. Маринковића бр. 69           |
| СК 1184 | Општинска зграда у Новом Врањеву                                                 | Нови Бечеј          | Врањево Ново                                 |
| СК 1185 | Српска Православна црква Арханђела Михаила и Гаврила у Новом Милошеву            | Нови Бечеј          | Милошево Ново                                |
| СК 1186 | Црква Преноса моштију Светог Николе у Бачком Петровом Селу                       | Бечеј               | Бачко Петрово село                           |
| СК 1187 | Капела Богдана Дунђерског код Бечеја                                             | Бечеј               | код Бечеја                                   |
| СК 1188 | Српска Православна црква Светог Ђорђа у Бечеју                                   | Бечеј               | Бечеј                                        |
| СК 1189 | Српска православна црква Светог Марка у Кули                                     | Кула                | Кула                                         |
| СК 1190 | Русинска гркокатоличка црква у Руском Крстуру                                    | Кула                | Руски Крстур                                 |
| СК 1191 | Српска Православна црква Светог Николе у Сивцу                                   | Кула                | Сивац                                        |
| СК 1192 | Капела Св. Антона Пустињака у Бачу                                               | Бач                 | Бач                                          |
| СК 1193 | Самостан часних сестара у Бачу                                                   | Бач                 | Бач                                          |
| СК 1194 | Српска православна црква у Јарковцу                                              | Сечањ               | Јарковац                                     |
| СК 1195 | Српска православна црква Вазнесења у Шурјану                                     | Сечањ               | Шурјан                                       |
| СК 1196 | Чардак у Свилошу                                                                 | Беочин              | Свилош                                       |
| СК 1197 | Српска православна црква Светог арханђела Гаврила у Сусеку                       | Беочин              | Сусек                                        |
| СК 1198 | Српска православна црква Светог Николе у Меленцима                               | Зрењанин            | Меленци                                      |
| СК 1199 | Српска Православна црква Ваведење Пресвете Богородице у Орловату                 | Зрењанин            | Орловат                                      |
| СК 1200 | Српска православна црква у Стајићеву                                             | Зрењанин            | Стајићево                                    |
| СК 1201 | Родна кућа народног хероја Светозара Марковића - Тозе                            | Зрењанин            | Тараш                                        |
| СК 1202 | Српска православна црква Светог Николе у Томашевцу                               | Зрењанин            | Томашевац                                    |
| СК 1203 | Српска православна црква Светог Георгија у Ченти                                 | Зрењанин            | Чента                                        |
| СК 1204 | Српска православна црква у Српској Црњи                                          | Нова Црња           |                                              |
| СК 1205 | Римокатоличка црква арханђела Михаила у Оџацима                                  | Оџаци               | Оџаци                                        |
| СК 1206 | Српска Православна црква Светог Јована Златоустог у Силбашу                      | Бачка Паланка       | Силбаш                                       |
| СК 1208 | Српска православна црква Светог Саве и Светог Симеона у Српском Итебеју          | Житиште             | Српски Итебеј                                |
| СК 1209 | Српска православна црква у Локу                                                  | Тител               | Лок                                          |
| СК 1210 | Кућа у Тителу                                                                    | Тител               | Тител                                        |
| СК 1212 | Кућа у Улици М. Тита бр. 42 у Врбасу                                             | Врбас               | Врбас                                        |
| СК 1213 | Стара пошта у Сомбору                                                            | Сомбор              | Сомбор                                       |
| СК 1214 | Зграда Народне пиваре у Панчеву                                                  | Панчево             | Панчево                                      |
| СК 1215 | Фрањевачки самостан у Суботици                                                   | Суботица            | Суботица                                     |
| СК 1216 | Римокатоличка црква Свете Терезе Авилске                                         | Суботица            | Суботица                                     |
| СК 1217 | Капела Светог Рока у Суботици                                                    | Суботица            | Суботица                                     |
| СК 1218 | Палата Рајхл у Суботици                                                          | Суботица            | Суботица                                     |
| СК 1219 | Зграда Градске библиотеке у Суботици                                             | Суботица            | Суботица                                     |
| СК 1220 | Зграда Народног позоришта у Суботици                                             | Суботица            | Суботица                                     |
| СК 1221 | Зграда ''Трошарина'' у Суботици                                                  | Суботица            | Суботица                                     |
| СК 1223 | Палата Манојловића у Суботици                                                    | Суботица            | Суботица                                     |
| СК 1224 | Породична кућа Ђорђа Манојловића                                                 | Суботица            | Суботица                                     |
| СК 1225 | Остојића палата у Суботици                                                       | Суботица            | Суботица                                     |
| СК 1226 | Жута кућа у Суботици                                                             | Суботица            | Суботица                                     |
| СК 1227 | Гробница Гал Ференца у Суботици                                                  | Суботица            | Суботица                                     |
| СК 1228 | Гробница Иштвана Ивањија у Суботици                                              | Суботица            | Суботица                                     |
| СК 1229 | Српска православна црква Св. арханђела Михаила у Сенти                           | Сента               | Сента                                        |
| СК 1230 | Градска кућа у Сенти                                                             | Сента               | Сента                                        |
| СК 1231 | Ватрогасна касарна у Сенти                                                       | Сента               | Сента                                        |
| СК 1232 | Зграда Плебаније-Музеја у Сенти                                                  | Сента               | Сента                                        |
| СК 1233 | Хотел „Ројал“ у Сенти                                                            | Сента               | Сента                                        |
| СК 1234 | Кућа Славнић у Сенти                                                             | Сента               | Сента                                        |
| СК 1235 | Родна кућа Стевана Сремца у Сенти                                                | Сента               | Сента                                        |
| СК 1236 | Основна школа у атару Ада                                                        | Сента               | Горњи Брег                                   |
| СК 1237 | Дворац Грофа Караса                                                              | Кањижа              | Хоргош                                       |
| СК 1239 | Римокатоличка црква у Бајши                                                      | Бачка Топола        | Бајша                                        |
| СК 1240 | Српска православна црква Светог Димитрија у Бајши                                | Бачка Топола        | Бајша                                        |
| СК 1241 | Српска православна црква Вазнесења Христовог у Ади                               | Ада                 | Ада                                          |
| СК 1242 | Српска Православна црква Архангела Михаила и Гаврила Нови Кнежевац               | Нови Кнежевац       | Нови Кнежевац                                |
| СК 1243 | Олајница у Новом Кнежевцу                                                        | Нови Кнежевац       | Нови Кнежевац                                |
| СК 1244 | Српска православна црква у Чоки                                                  | Чока                | Чока                                         |
| СК 1245 | Зграда у Ул. Краља Петра I 9 у Сомбору                                           | Сомбор              | Сомбор                                       |
| СК 1246 | Зграда у Ул. Краља Петра I. 19 у Сомбору                                         | Сомбор              | Сомбор                                       |
| СК 1247 | Зграда у Ул. венац Степе Степановића бр.22 у Сомбору                             | Сомбор              | Сомбор                                       |
| СК 1248 | Зграда у Ул. Краља Петра I 2 у Сомбору                                           | Сомбор              | Сомбор                                       |
| СК 1249 | Зграда у Ул. Краља Петра I. 8 у Сомбору                                          | Сомбор              | Сомбор                                       |
| СК 1250 | Зграда у Ул. Краља Петра I 10 у Сомбору                                          | Сомбор              | Сомбор                                       |
| СК 1251 | Галеова кућа у Сомбору (Галерија Милана Коњовића)                                | Сомбор              | Сомбор                                       |
| СК 1252 | Грашалковићева палата у Сомбору                                                  | Сомбор              | Сомбор                                       |
| СК 1253 | Зграда Пионирске библиотеке ''Карло Бјелицки'' у Сомбору                         | Сомбор              | Сомбор                                       |
| СК 1254 | Крушперова палата и кула у Сомбору                                               | Сомбор              | Сомбор                                       |
| СК 1255 | Зграда Лалошевића на Тргу братства-јединства бр.3 у Сомбору                      | Сомбор              | Сомбор                                       |
| СК 1256 | Зграда на Тргу ослобођења бр. 6 у Сомбору                                        | Сомбор              | Сомбор                                       |
| СК 1257 | Градска кућа у Сомбору                                                           | Сомбор              | Сомбор                                       |
| СК 1258 | Препарандија у Сомбору                                                           | Сомбор              | Сомбор                                       |
| СК 1259 | Гробница породице Чарнојевић у Руском Селу                                       | Кикинда             | Руско село                                   |
| СК 1260 | Српска православна црква Светог Вазнесења у Дечу                                 | Пећинци             | Деч                                          |
| СК 1261 | Амбар са котобањом у Ашањи                                                       | Пећинци             | Ашања                                        |
| СК 1262 | Српска православна црква Светих Арханђела Михаила и Гаврила у Брестачу           | Пећинци             | Брестач                                      |
| СК 1263 | Српска православна црква Светог Николе у Карловчићу                              | Пећинци             | Карловчић                                    |
| СК 1264 | Тврђава "Купиник" у Купинову                                                     | Пећинци             | Купиново                                     |
| СК 1265 | Српска православна црква Светог Духа у Купинову                                  | Пећинци             | Купиново                                     |
| СК 1266 | Финансијска касарна у Купинову                                                   | Пећинци             | Купиново                                     |
| СК 1267 | Амбар са котобањом, Савска 15 у Купинову                                         | Пећинци             | Купиново, Ул. Савска бр. 17                  |
| СК 1268 | Амбар са котобањом, Жике Маричића 17 у Купинову                                  | Пећинци             | Купиново, Ул. Ж. Маричића бр. 17             |
| СК 1269 | Српска православна црква у Обрежу                                                | Пећинци             | Обреж                                        |
| СК 1270 | Српска православна црква Светог Георгија у Попинцима                             | Пећинци             | Попинци                                      |
| СК 1271 | Кућа у Ул. Фрушкогорској бр. 21 у Попинцима                                      | Пећинци             | Попинци                                      |
| СК 1272 | Српска православна црква Светог Николе у Прхову                                  | Пећинци             | Прхово                                       |
| СК 1273 | Сеоска кућа у Сибачу                                                             | Пећинци             | Сибач                                        |
| СК 1274 | Српска православна црква Светог Јована Богослова у Сремским Михаљевцима          | Пећинци             | Сремски Михаљевци                            |
| СК 1275 | Амбар са котобањом у Сремским Михаљевцима                                        | Пећинци             | Сремски Михаљевци                            |
| СК 1276 | Српска православна црква Рождества Светог Јована у Суботишту                     | Пећинци             | Суботиште                                    |
| СК 1277 | Српска православна црква Светог Николе у Шимановцима                             | Пећинци             | Шимановци                                    |
| СК 1278 | Кућа Атанацковић Илије у Шимановцима                                             | Пећинци             | Шимановци                                    |
| СК 1279 | Српска православна црква Ваведења у Бешкој                                       | Инђија              | Бешка                                        |
| СК 1280 | Српска православна црква Ваведења Богородице у Инђији                            | Инђија              | Инђија                                       |
| СК 1281 | Римокатоличка црква Светог Петра у Инђији                                        | Инђија              | Инђија                                       |
| СК 1282 | Српска православна црква Светог Николе у Крчедину                                | Инђија              | Крчедин                                      |
| СК 1283 | Српска православна црква Светог Арханђела Гаврила у Буђановцима                  | Рума                | Буђановци                                    |
| СК 1284 | Српска православна црква Светог Саве у Марадику                                  | Инђија              | Мерадик                                      |
| СК 1285 | Римокатоличка црква у Новом Сланкамену                                           | Инђија              | Нови Сланкамен                               |
| СК 1286 | Родна кућа Ђорђа Натошевића                                                      | Инђија              | Стари Сланкамен                              |
| СК 1287 | Амбар са котобањом у Буђановцима                                                 | Рума                | Буђановци, Ул. Н. Јерковића бр. 11           |
| СК 1288 | Српска православна црква Светог Николе у Чортановцима                            | Инђија              | Чортановци                                   |
| СК 1289 | Врдничка кула                                                                    | Ириг                | Врдник                                       |
| СК 1290 | Српска православна црква Светог Јована Претече у Врднику                         | Ириг                | Врдник                                       |
| СК 1291 | Кућа у којој је живела Милица Стојадиновић Српкиња у Врднику                     | Ириг                | Врдник                                       |
| СК 1292 | Термоцентрала рудника угља у Врднику                                             | Ириг                | Врдник                                       |
| СК 1293 | Српска православна црква Успења Богородице у Иригу                               | Ириг                | Ириг                                         |
| СК 1294 | Српска православна црква Светог Николе у Јазаку                                  | Ириг                | Јазак                                        |
| СК 1295 | Српска православна црква Светог Теодора Тирона у Иригу                           | Ириг                | Ириг                                         |
| СК 1296 | Српска православна црква Светог Николе у Нерадину                                | Ириг                | Нерадин                                      |
| СК 1297 | Воденица у Ривици                                                                | Ириг                | Ривица                                       |
| СК 1298 | Српска православна црква Преображења у Шатринцима                                | Ириг                | Шатринци                                     |
| СК 1299 | Српска православна црква Светог Николе у Вогњу                                   | Рума                | Вогањ                                        |
| СК 1300 | Српска православна црква Светог Николе у Добринцима                              | Рума                | Добринци                                     |
| СК 1301 | Српска православна црква Светог Николе у Доњим Петровцима                        | Рума                | Доњи Петровац                                |
| СК 1302 | Воденица у Доњим Петровцима                                                      | Рума                | Доњи Петровци                                |
| СК 1303 | Српска православна црква Светог Николе у Краљевцима                              | Рума                | Краљевци                                     |
| СК 1304 | Српска православна црква Светог арханђела Гаврила у Платичеву                    | Рума                | Платичево                                    |
| СК 1305 | Српска православна црква Светог Вазнесења Господњег у Руми                       | Рума                | Рума                                         |
| СК 1306 | Српска православна црква Светог Николе у Руми                                    | Рума                | Рума                                         |
| СК 1307 | Српска православна црква Сошествија Светог Духа у Руми                           | Рума                | Рума                                         |
| СК 1308 | Римокатоличка црква Уздизања Часног Крста у Руми                                 | Рума                | Рума                                         |
| СК 1309 | Зграда музеја у Руми                                                             | Рума                | Рума                                         |
| СК 1310 | Фишеров салаш у Руми                                                             | Рума                | Рума                                         |
| СК 1311 | Српска православна црква Светог Николе у Стејановцима                            | Рума                | Стејановци                                   |
| СК 1312 | Римокатоличка црква Светог Климента у Хртковцима                                 | Рума                | Хртковци                                     |
| СК 1313 | Српска православна црква Светог арханђела Гаврила у Великим Радинцима            | С. Митровица        | Велики Радници                               |
| СК 1314 | Српска православна црква Св. арханђела Михајла у Гргуревцима                     | С. Митровица        | Гргуревци                                    |
| СК 1315 | Српска православна црква Светог Георгија у Дивошу                                | С. Митровица        | Дивош                                        |
| СК 1316 | Српска православна црква Свете Тројице у Засавици                                | С. Митровица        | Засавица                                     |
| СК 1317 | Српска православна црква Светог Георгија у Јарку                                 | С. Митровица        | Јарак                                        |
| СК 1318 | Српска православна црква Светог Кузмана и Дамјана у Кузмину                      | С. Митровица        | Кузмин                                       |
| СК 1319 | Амбар у Кузмину, Савска 94                                                       | С. Митровица        | Кузмин, Ул. Савска бр. 94                    |
| СК 1320 | Амбар у Кузмину, Змај Јовина 57                                                  | С. Митровица        | Кузмин, Ул. З. Јовина бр. 57                 |
| СК 1321 | Српска православна црква Светог арханђела Михајла у Лаћарку                      | С. Митровица        | Лаћарак                                      |
| СК 1322 | Амбар у Лаћараку                                                                 | С. Митровица        | Лаћарак                                      |
| СК 1323 | Српска православна црква Светог Георгија у Лежимиру                              | С. Митровица        | Лежимир                                      |
| СК 1324 | Сеоска кућа у Лежимиру                                                           | С. Митровица        | Лежимир                                      |
| СК 1325 | Српска православна црква Светог Георгија у Манђелосу                             | С. Митровица        | Манђелос                                     |
| СК 1326 | Српска православна црква Светог Николе у Мартинцима                              | С. Митровица        | Мартинци                                     |
| СК 1327 | Римокатоличка црква Светог Димитрија у Сремској Митровици                        | С. Митровица        | Сремска Митровица                            |
| СК 1328 | Зграда Старе болнице у Сремској Митровици                                        | С. Митровица        | Сремска Митровица                            |
| СК 1329 | Војнограничарска зграда у Сремској Митровици                                     | С. Митровица        | Сремска Митровица, Трг Браће Радића          |
| СК 1330 | Житни магацин на Сави-Војарна                                                    | С. Митровица        | Сремска Митровица                            |
| СК 1331 | Зграда Главне страже у Сремској Митровици                                        | С. Митровица        | Сремска Митровица, Ул. Панчићева бр. 4       |
| СК 1332 | Кућа у Лењиновој бр. 51 у Сремској Митровици                                     | С. Митровица        | Сремска Митровица                            |
| СК 1333 | Родна кућа Илариона Руварца у Сремској Митровици                                 | С. Митровица        | Сремска Митровица                            |
| СК 1334 | Српска православна црква Сошествија Светог Духа у Шашинцима                      | С. Митровица        | Шашинци                                      |
| СК 1335 | Српска православна црква Светог Николе у Шуљму                                   | С. Митровица        | Шуљам                                        |
| СК 1336 | Сеоска кућа у Војци                                                              | Стара Пазова        | Војка, Ул. Карађорђева бр. 4                 |
| СК 1337 | Српска православна црква Ваведења у Голубинцима                                  | Стара Пазова        | Голубинци                                    |
| СК 1338 | Дворац „Шлос“                                                                    | Стара Пазова        | Голубинци                                    |
| СК 1339 | Српска православна црква Благовести у Крњешевцима                                | Стара Пазова        | Крњешевци                                    |
| СК 1340 | Римокатоличка црква Света Марија у Новим Бановцима                               | Стара Пазова        | Нови Бановци                                 |
| СК 1341 | Кућа у Новим Бановцима                                                           | Стара Пазова        | Нови Бановци                                 |
| СК 1342 | Евангелистичка црква у Старој Пазови                                             | Стара Пазова        | Стара Пазова                                 |
| СК 1343 | Зграда у Старој Пазови                                                           | Стара Пазова        | Стара Пазова                                 |
| СК 1344 | Зграда хотела „Срем“ у Старој Пазови                                             | Стара Пазова        | Стара Пазова                                 |
| СК 1345 | Српска православна црква Светог Николе у Старим Бановцима                        | Стара Пазова        | Стари Бановци                                |
| СК 1346 | Српска православна црква Светог Николе у Бачинцима                               | Шид                 | Бачинци                                      |
| СК 1347 | Беркасово (тврђава)                                                              | Шид                 | Беркасово                                    |
| СК 1348 | Српска православна црква Светих Петра и Павла у Беркасову                        | Шид                 | Беркасово                                    |
| СК 1349 | Амбар у Гибарцу, Маршала Тита 7                                                  | Шид                 | Гибарац, Ул. М. Тита 7                       |
| СК 1350 | Амбар у Гибарцу, Маршала Тита 42                                                 | Шид                 | Гибарац, Ул. М. Тита 42                      |
| СК 1351 | Српска православна црква Светог Николе у Ердевику                                | Шид                 | Ердевик                                      |
| СК 1352 | Римокатоличка црква Светог Михајла у Ердевику                                    | Шид                 | Ердевик                                      |
| СК 1353 | Римокатоличка црква Светог Тројства у Кукујевцима                                | Шид                 | Кукујевци                                    |
| СК 1354 | Сеоска кућа у Љуби                                                               | Шид                 | Љуба, Ул. ЈНА бр. 5                          |
| СК 1355 | Тврђава Моровић                                                                  | Шид                 | Моровић                                      |
| СК 1356 | Римокатоличка црква Свете Марије у Моровићу                                      | Шид                 | Моровић                                      |
| СК 1357 | Српска Православна црква Св. Николе                                              | Шид                 | Шид                                          |
| СК 1358 | Руски двор у Шиду                                                                | Шид                 | Шид                                          |
| СК 1359 | Кућа Саве Шумановића у Шиду                                                      | Шид                 | Шид                                          |
| СК 1360 | Галерија слика „Сава Шумановић“                                                  | Шид                 | Шид                                          |
| СК 1361 | Вајат у Шиду                                                                     | Шид                 | Шид, Ул. З. Јовина бр. 27                    |
| СК 1362 | Римокатоличка црква Светог Ивана Непомука у Гибарцу                              | Шид                 | Гибарац                                      |
| СК 1363 | Српска православна црква Светог Димитрија у Љуби                                 | Шид                 | Љуба                                         |
| СК 1364 | Српска православна црква Свете Богородице у Моровићу                             | Шид                 | Моровић                                      |
| СК 1365 | Римокатоличка црква Свете Катарине у Соту                                        | Шид                 | Сот                                          |
| СК 1426 | Црква Преноса моштију Светог Николе Маладоња                                     | Панчево             | Долово                                       |
| СК 1427 | Црква Преноса моштију Светог Николе Велидоња                                     | Панчево             | Долово                                       |
| СК 1428 | Зграда Магистрата у Панчеву                                                      | Панчево             | Панчево                                      |
| СК 1429 | Зграда у улици Николе Тесле 3 у Панчеву                                          | Панчево             | Панчево                                      |
| СК 1430 | Успенска црква у Панчеву                                                         | Панчево             | Панчево                                      |
| СК 1431 | Зграда у Улици ЈНА 2 у Панчеву                                                   | Панчево             | Панчево                                      |
| СК 1432 | Зграда у Димитрија Туцовића 2 у Панчеву                                          | Панчево             | Панчево                                      |
| СК 1433 | Зграда на Тргу краља Петра 8-10 у Панчеву                                        | Панчево             | Панчево                                      |
| СК 1434 | Зграда на Тргу краља Петра 11 у Панчеву                                          | Панчево             | Панчево                                      |
| СК 1435 | Румунска православна црква Светог Теодора Тирона у Куштиљу                       | Вршац               | Куштиљ                                       |
| СК 1436 | Румунска православна црква Светог Николе у Ритишеву                              | Вршац               | Ритишево                                     |
| СК 1437 | Црква Вазнесења Христовог у Потпорњу                                             | Вршац               | Потпорањ                                     |
| СК 1438 | Дворац у Влајковцу                                                               | Вршац               | Влајковац                                    |
| СК 1439 | Градска кућа у Вршцу                                                             | Вршац               | Вршац                                        |
| СК 1440 | Кућа звана „Код два пиштоља“ у Вршцу                                             | Вршац               | Вршац                                        |
| СК 1441 | Зграда бившег градског народног одбора у Вршцу                                   | Вршац               | Вршац                                        |
| СК 1442 | Зграда дечјег вртића „Анђа Ранковић“ у Вршцу                                     | Вршац               | Вршац                                        |
| СК 1443 | Зграда на Тргу победе бр. 5 у Вршцу                                              | Вршац               | Вршац                                        |
| СК 1444 | Зграда у ул. Жарка Зрењанина бр. 21 у Вршцу                                      | Вршац               | Вршац                                        |
| СК 1445 | Зграда „Конкордија“ у Вршцу                                                      | Вршац               | Вршац                                        |
| СК 1446 | Румунска православна црква Вазнесења Господњег у Гребенцу                        | Бела Црква          | Гребенац                                     |
| СК 1447 | Српска Православна црква Светог Николе у Опову                                   | Опово               | Опово                                        |
| СК 1448 | Српска Православна црква Светог Николе у Сакулама                                | Опово               | Сакуле                                       |
| СК 1450 | Православна црква Светог Димитрија у Сремској Митровици                          | С. Митровица        | Сремска Митровица                            |
| СК 1452 | Зграда СУП-а у Сремској Митровици                                                | С. Митровица        | Сремска Митровица                            |
| СК 1453 | Црква у Смиљевцу                                                                 | Ивањица             | Смиљевац                                     |
| СК 1454 | Црква Светих арханђела Михаила и Гаврила у Иђошу                                 | Кикинда             | Иђош                                         |
| СК 1455 | Сеоска кућа панонског типа с окућницом у Бачкој Тополи                           | Бачка Топола        | Бачка Топола                                 |
| СК 1456 | Капела Светог Јована Непомука у Сомбору                                          | Сомбор              | Сомбор                                       |
| СК 1457 | Дворац Карачони                                                                  | Нови Бечеј          | Милошево Ново                                |
| СК 1458 | Црква Светог Преображења у Добрици                                               | Алибунар            | Добрица                                      |
| СК 1459 | Воденица поточара у Кусићу                                                       | Бела Црква          | Кусић                                        |
| СК 1460 | Српска православна црква Светог Николе у Самошу                                  | Ковачица            | Самош                                        |
| СК 1461 | Црква Успења Богородице у Црепаји                                                | Ковачица            | Црепаја                                      |
| СК 1462 | Црква Преноса моштију Светог Николе у Делиблату                                  | Ковин               | Делиблато                                    |
| СК 1463 | Амбар на Саоницама у Стапару                                                     | Сомбор              | Стапар, Ул. Маршала Тита 139                 |
| СК 1464 | Српска Православна црква Светих Арханђела у Ковину                               | Ковин               | Ковин                                        |
| СК 1465 | Светионици на ушћу Тамиша у Дунав                                                | Панчево             | Панчево                                      |
| СК 1466 | Родна кућа Жарка Зрењанина                                                       | Вршац               | Избиште                                      |
| СК 1467 | Ватрогасни дом у Белој Цркви                                                     | Бела Црква          | Бела Црква                                   |
| СК 1468 | Стара топионица у Мајданпеку                                                     | Мајданпек           | Мајданпек                                    |
| СК 1836 | Родна кућа Аксентија Мародића                                                    | Суботица            | Суботица, Ул. Лисинског 9                    |
| СК 1899 | Римокатоличка црква Светог Јосипа у Черевићу                                     | Беочин              | Черевић                                      |
| СК 2052 | Град Хисар, Црква Св. Прокопија и Латинска црква                                 | Прокупље            | Прокупље                                     |
| СК      | Црква Светог Димитрија у Жељезници                                               | Краљево             | Жељезница                                    |
| СК 1077 | Црква Свете Катарине у Косурићу                                                  | Краљево             | Косурићи                                     |
| СК      | Споменик и костурница стрељаним жртвама у Драгинцу                               | Лозница             | Драгинац                                     |
| СК      | Црква Лазарица (Пурће код Новог Пазара)                                          | Нови Пазар          | Пурће                                        |